# Per Gustaf Berg
Per Gustaf Berg, född 5 januari 1805 i Uppsala, död 14 juli 1889 i Stockholm, var en svensk bokhandlare och förläggare.

## Biografi
Berg grundade 1828 en bokhandel i Stockholm och senare även ett boktryckeri och ett bokförlag från vilket han bland annat utgav "Svenskt konversationslexikon" samt en stor mängd småskrifter av blandat innehåll. Ett av hans mest populära verk var Svensk mystik (1871), som enligt sin undertitel innehåller "Anekdoter och historier om Alkemister, Astrologer och Mystici, Syner, Uppenbarelser, Trolldom, Spökhistorier, Spådomar, Drömmar, Vidskepliga seder och bruk, Nemesis Divina samt andra underbara tilldragelser". Berg är gravsatt på Norra begravningsplatsen utanför Stockholm.

### Redaktörskap
- Svenska folkets seder, sådana de varit och till en del ännu äro, vid högtider, frierier, bröllop, barndop. begrafningar och nöjen, jemte deras skrock, vidskepelser, huskurer, anekdoter, sägner och ordspråk m.m. Stockholm. 1846. Libris 11477572. https://litteraturbanken.se/f%C3%B6rfattare/BergPG/titlar/SvenskaFolketsSeder/sida/I/faksimil
- Svenska historiska anekdoter och kuriositeter. Stockholm. 1849. Libris 1956883
- Anteckningar om svenska qvinnor. Stockholm: P. G. Berg. 1864-1866. Libris 3098048. https://litteraturbanken.se/f%C3%B6rfattare/BergPG/titlar/AnteckningarOmSvenskaQvinnor/sida/III/faksimil - Medredaktör Vilhelmina Ståhlberg.
- Svenska småsaker : korta skildringar och historier ur vår forntid och nutid. Stockholm: Fahlstedt. 1870-1871. Libris 8221990
- Skildringar ur svenska prestmäns lif. Stockholm: Berg. 1872. Libris 1585010
- Svenska adelsmäns öden : också en adelskalender. Stockholm. 1872. Libris 9827270. https://litteraturbanken.se/f%C3%B6rfattare/BergPG/titlar/SvenskaAdelsm%C3%A4ns%C3%96den/sida/7/faksimil?om-boken
- Märkliga svenska stenar från forntid och nutid. Stockholm: Berg. 1873. Libris 1585232. https://litteraturbanken.se/f%C3%B6rfattare/BergPG/titlar/M%C3%A4rkligaSvenskaStenar/sida/5/faksimil
- Skildringar ur svenska mäns ungdomslif samt Skolhistorier. Stockholm: Berg. 1873. Libris 1585009
- Stockholms blodbestänkta jord. Stockholm: Rediviva. 1972[1874]. Libris 7605822. ISBN 91-7120-029-0. https://litteraturbanken.se/f%C3%B6rfattare/BergPG/titlar/StockholmsBlodbest%C3%A4nktaJord/sida/v/faksimil?om-boken